# La bellezza
La bellezza è il ventiseiesimo album di Cristiano Malgioglio pubblicato il 20 ottobre 2014 dalla Edel.

## Descrizione
L'album è stato anticipato dal videoclip del brano Grasso che cola, dedicato al giornalista e critico televisivo Aldo Grasso.
Apre il disco Che bellezza (Imunização Racional) (con nuovo arrangiamento) brano che Malgioglio aveva già interpretato (e portato al successo in America Latina) nell'album La Esperanza del 2002 e del quale fu realizzato anche un video diretto dal regista Juan Carlos Tabío.
Nell'album interpreta anche due brani che aveva scritto per Raffaella Carrà e Iva Zanicchi: Il lupo scritta per Raffaella Carrà nell'album Replay (The Album) del 2013, e Regine di primavera scritta per Iva Zanicchi nell'album Colori d'amore del 2009.
Una notte a Napoli è la cover dell'omonimo brano portato al successo dal gruppo Pink Martini nel 2007, colonna sonora anche del film Chega de Saudade (2007) di Laís Bodanzky, poi ripresa anche in Mine vaganti (2010) di Ferzan Özpetek.

## Tracce
1. Che bellezza (Imunização Racional) (M. S. Rodriguez) (testo italiano di C. Malgioglio)
2. Che mi ha fatto l'amore (C. Malgioglio, Antonio Summa)
3. Il lupo (C. Malgioglio, Corrado Castellari)
4. Grasso che cola (C. Malgioglio, C. Castellari, A. Dalla Vecchia)
5. Ho il cuore rotto (Mulher Ideal) (C. Cola, M. Sullivan) (testo italiano di C. Malgioglio)
6. Non ti porterò rancore (C. Malgioglio, C. Castellari)
7. Sorprendimi (Me as matado el corazon) (J. A. Farias, W. C. Farias, E. G. Farias) (testo italiano di C. Malgioglio)
8. Regine di primavera (C. Malgioglio, C. Castellari)
9. Una notte a Napoli (cover dei Pink Martini) (Pink Martini, A. Clemente, J. Dynell)
10. Baciami per sempre (C. Malgioglio, A. Summa)
11. Amami, prendimi, lasciami (C. Malgioglio, C. Castellari)